# Divlje jagode (album)
Divlje jagode je prvi studijski album grupe Divlje jagode koji je snimljen 1978. u studiju Jugotona.
Na albumu se nalaze hitovi: „Krivo je more“, „Mojoj ljubavi“ i „Jedina moja“.
Snimatelj albuma je bio Branko Podbrežnički.

## Spisak pesama
Na albumu se nalaze sledeće pesme:

## Izvođači
- Zele Lipovača - gitare
- Toni Janković - vokal
- Adonis Dokuzović - bubnjevi
- Mustafa Ismailovski Muc - klavijature
- Nihad Jusufhodžić - bas

## Spoljašnje veze
- Divlje Jagode